# Donegal Castle
Donegal Castle (irsk: Caisleán Dhún na nGall) er en borg, der ligger i Donegal Town i County Donegal i Ulster, Irland. Borgen var højborg for O'Donnell clan, Lords of Tír Conaill og en af de mest magtfulde gæliske familier i Irland fra 400- til 1500-tallet. I størstedelen af de sidste to århundrede har størstedelen af bygningen været en ruin, men den blev fuldt restaureret i begyndelsen af 1900-tallet. Den er i dag åben for offentligheden.